# 斯卡尼阿特勒斯
斯卡尼阿特勒斯（英語：Skaneateles）是位于美国纽约州奥农多加县的一个镇，地处雪城西南部。2010年美国人口普查时，该镇有7209人。其名称来源于附近的斯卡尼阿特勒斯湖。